# Mancomunidad Norte-Duero
La mancomunidad denominada "Mancomunidad Norte-Duero" es una agrupación voluntaria de municipios para la gestión en común de determinados servicios de competencia municipal, creada por varios municipios en la provincia de Zamora, de la comunidad autónoma de Castilla y León, España.
Tiene personalidad jurídica propia, además de la consideración de entidad local. Engloba una población de casi 5.000 habitantes diseminados en diferentes núcleos de población de las comarcas de  Campos,  Pan y  Toro.

## Municipios integrados
La mancomunidad Norte-Duero está formada por los siguientes municipios: Abezames, Algodre, Benegiles, Bustillo del Oro,  Cubillos, Fresno de la Ribera, Fuentesecas, Gallegos del Pan,  Malva, Matilla la Seca, Molacillos, Monfarracinos, Morales de Toro, Moreruela de los Infanzones, Pinilla de Toro, Pozoantiguo, Torres del Carrizal, Valcabado, Villalonso, Villalube, Villardondiego y Villavendimio.

## Sede
Su sede radicará en el Ayuntamiento de Morales de Toro, sin perjuicio de que por causas apreciadas por el Consejo de la Mancomunidad por mayoría absoluta legal de sus miembros, pueda ser trasladada a otro Ayuntamiento.

## Fines

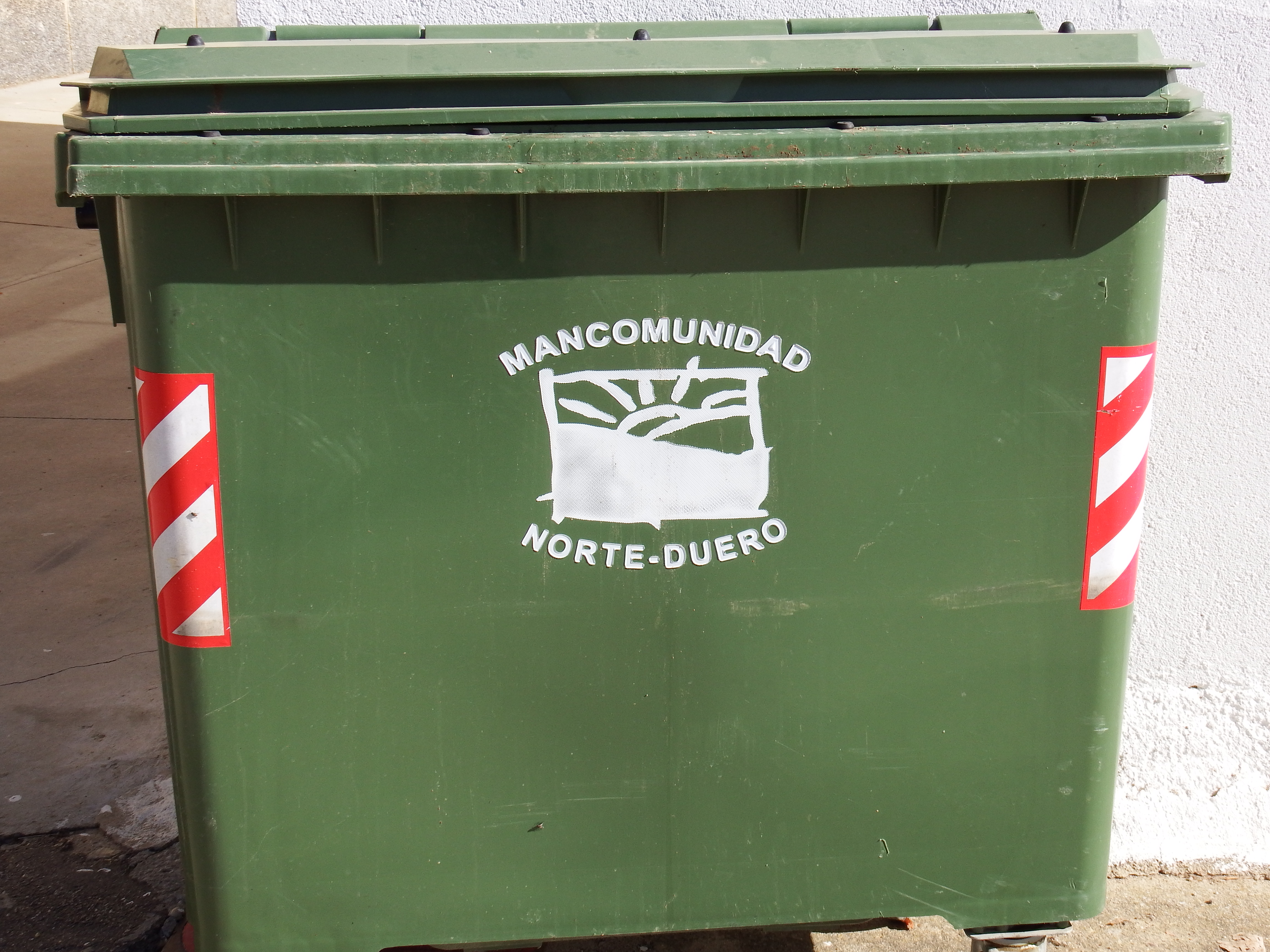
La recogida de residuos sólidos es uno de los servicios que presta la mancomunidad.

La finalidad de la Mancomunidad es la recogida y tratamiento de residuos sólidos urbanos. No obstante, en sus estatutos se cotemplan expresamente otras competencias para la mancomunidad, como son:
- La limpieza y conservación, así como el mantenimiento de vías públicas.
- La conservación y mantenimiento del servicio municipal de alumbrado público.
- La conservación y mantenimiento del servicio de abastecimiento domiciliario de agua, incluyéndose la lectura de contadores.

Además, los estatutos también contemplan otros fines genéricos como el potenciar la cultura, la sanidad, el desarrollo local y comarcal y otros fines de interés social mediante la realización de actuaciones puntuales o coordinadas con otras administraciones.
Con carácter general se establece para todos los servicios, salvo el de recogida de basuras, su voluntariedad de utilización por los municipios mancomunados. Para ello se formarán presupuestos separados de cada servicio, que serán financiados por anualidades completas por los municipios que al inicio de cada ejercicio económico hayan expresado su voluntad de utilizarlos. Dichos presupuestos habrán de ser aprobados por el consejo de la mancomunidad.
Cualquier municipio puede solicitar ser usuario de uno de los servicios de utilización voluntaria de entre los que presta la mancomunidad, mediante instancia dirigida al consejo rector, que sólo podrá denegarlas por razones de inviabilidad económica. Aceptada la inclusión de un municipio como usuario de uno de estos servicios, éste deberá comprometerse a ser usuario del mismo durante el período de mandato de los miembros del consejo rector de la mancomunidad, como mínimo.

## Estructura orgánica
El gobierno, administración y representación de la mancomunidad corresponde a los siguientes órganos: presidente, vicepresidente, consejo de la mancomunidad, comisión de gobierno, si debido a la incorporación de nuevos municipios el consejo de la mancomunidad supera los 12 miembros, como es el caso.